# Gare de Villefranche-du-Périgord
Pour les articles homonymes, voir Gare de Villefranche.
La gare de Villefranche-du-Périgord est une gare ferroviaire française de la ligne de Niversac à Agen, située au lieu-dit « La Gare » sur le territoire de la commune de Loubejac, à proximité de Villefranche-du-Périgord, dans le département de la Dordogne en région Nouvelle-Aquitaine.
Elle est mise en service en 1863 par la Compagnie du chemin de fer de Paris à Orléans (PO).
C'est une halte voyageurs de la Société nationale des chemins de fer français (SNCF) du réseau TER Nouvelle-Aquitaine, desservie par des trains express régionaux.

## Situation ferroviaire
Établie à 153 mètres d'altitude, la gare de Villefranche-du-Périgord est située au point kilométrique (PK) 588,529 de la ligne de Niversac à Agen, entre les gares ouvertes de Belvès, s'intercale la gare fermée du Got, et de Sauveterre-la-Lémance.

## Histoire
La « station de Villefranche-de-Belvès » est mise en service le 3 août 1863 par la Compagnie du chemin de fer de Paris à Orléans (PO), lorsqu'elle ouvre à l'exploitation la ligne à voie unique de Niversac à Agen.
En 1878 la recette annuelle de la station de « Villefranche » est de 64 465 francs et pour l'année 1886, pour « Villefranche-de-Belvès » elle est de 73 192 francs.
En 1912, avec la mise en service de la ligne de chemin de fer secondaire à voie métrique de Villefranche-du-Périgord à Sarlat, elle devient une gare de transbordement entre les trains de la Société des tramways de la Dordogne et ceux de la Compagnie du PO.
En 2014, « Villefranche-du-Périgord » est une gare voyageurs d'intérêt local (catégorie C : moins de 100 000 voyageurs par an de 2010 à 2011), qui dispose de un quais, d'une longueur utile de 286 m et un abri.
Le manque de voyageurs d’après la SNCF a conduit à une très forte diminution de l’arrêt des trains en gare. Un service de TAD (Transport À la Demande) est donc mis en place le 13 décembre 2020. En raison de la mobilisation des habitants et de la médiatisation de l’événement, en plus du service des TAD, la gare bénéficie d’une liaison par jour. Le 11 décembre 2022, le service de TAD est supprimé et les arrêts des trains restaurés.

## Service des voyageurs

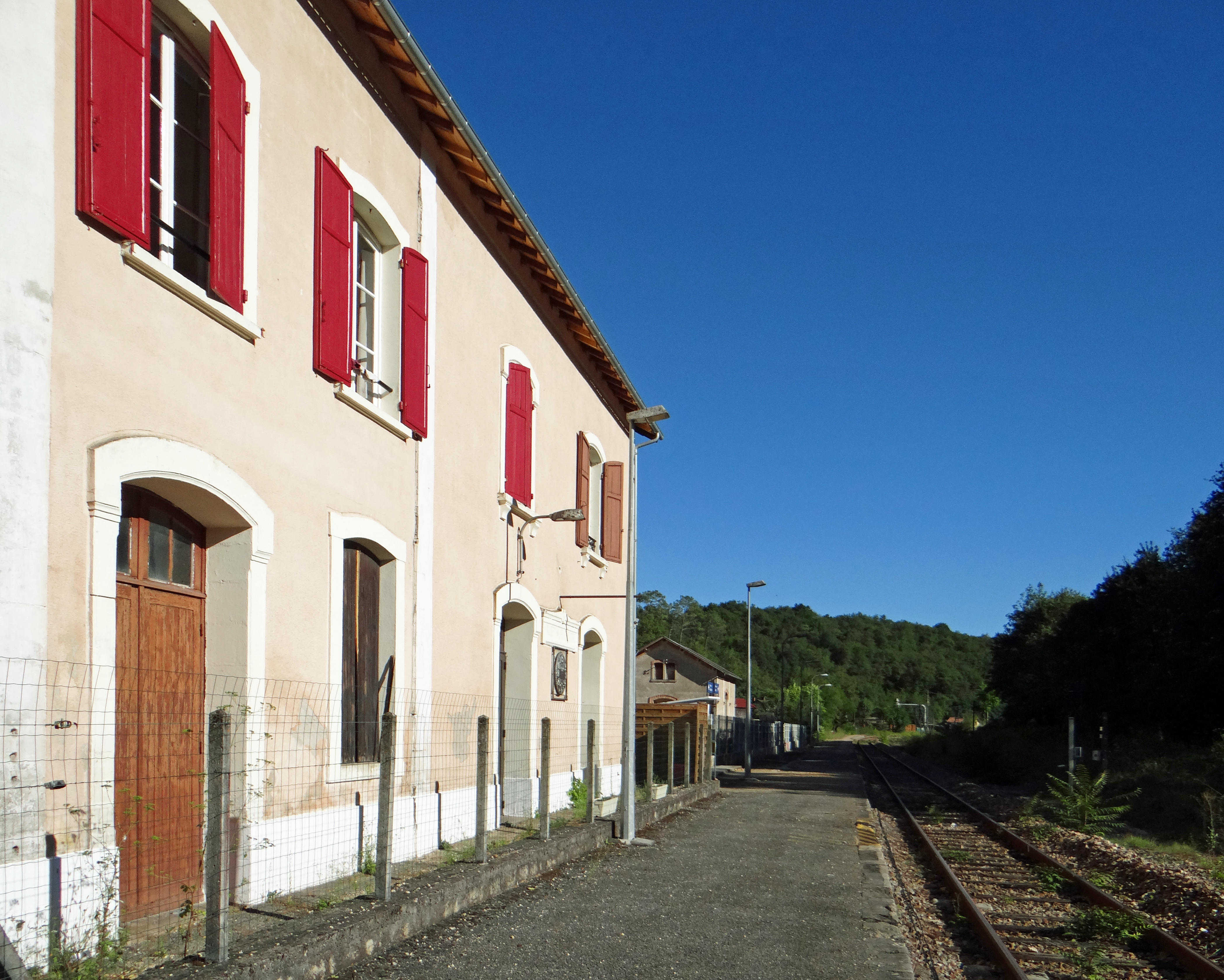
Bâtiment voyageurs désaffecté

### Accueil
Halte SNCF c'est un point d'arrêt non géré (PANG) à entrée libre.

### Desserte
Villefranche-du-Périgord est une halte voyageurs du réseau TER Nouvelle-Aquitaine, desservie par des trains express régionaux de la relation Périgueux - Agen (ligne 34).

### Intermodalité
Le stationnement des véhicules n'est pas possible dans la cour de la gare .

## Patrimoine ferroviaire
L'ancien bâtiment voyageurs d'origine est un bâtiment type à trois ouvertures de la compagnie du PO. Sur une base rectangulaire, il dispose d'un étage sous une toiture à deux pans avec des bordures en débord.